# 村佐达也
村佐达也（日语：／ Murasa Tatsuya，2007年3月27日—），日本男子游泳运动员，2025年全国游泳锦标赛男子200米自由泳、男子100米蝶泳金牌得主和男子100米自由泳银牌得主、2025年世界游泳锦标赛男子200米自由泳铜牌得主。